# Отмено друштво
Отмено друштво представља израз који се користи за припаднике више класе који се истичу активним друштвеним животом и уз то везаним животним стилом - учестало посећивање јавних догађаја, свечаности, забава и сл. − због кога привлаче пажњу јавности укључујући медије.
Израз отмено друштво се често везује уз израз позната личност, којим се описује релативно новији феномен, и има нешто другачије значење. За разлику од познате личности, отмено друштво означава особе које су у њега ушле пре свега захваљујући пореклу и родбинским везама са припадницима друштвене елите као што су племство, директори великих корпорација, водећи политичари и сл. Познатим личностима се, ипак, могу сматрати и особе које пореклом или својим животним стилом не припадају отменом друштву.